# Sanguié
O Sanguié é uma província de Burkina Faso localizada na região Centro-Oeste. Sua capital é a cidade de Réo.

## Departamentos

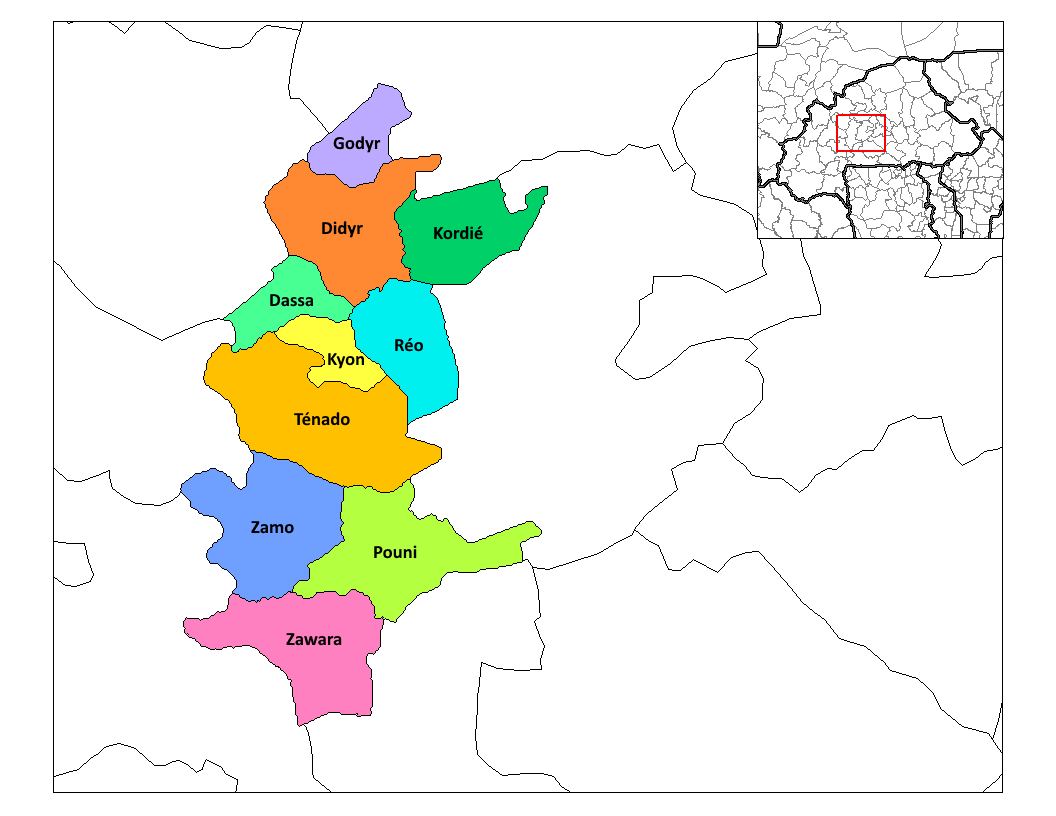
Localização dos diversos departamentos da província do Sanguié, Burkina Faso

A província do Sanguié está dividida em dez departamentos:
- Dassa
- Didir
- Godir
- Kordié
- Kyon
- Pouni
- Réo
- Ténado
- Zamo
- Zawara